# Guardians of the Galaxy Vol. 3 (soundtrack)
Guardians of the Galaxy Vol. 3: Awesome Mix Vol. 3 (Original Motion Picture Soundtrack) is het soundtrackalbum voor de Marvel Studios-film Guardians of the Galaxy Vol. 3. Met de nummers die aanwezig zijn op Peter Quill's Zune in de film, werd het album op 3 mei 2023 uitgebracht door Hollywood Records. Een apart filmmuziekalbum, Guardians of the Galaxy Vol. 3 (Original Score), gecomponeerd door John Murphy, werd op dezelfde datum ook uitgebracht door Hollywood Records.

## Guardians of the Galaxy: Awesome Mix Vol. 3 (Original Motion Picture Soundtrack)

### Tracklijst
| 1.                 | Creep (Acoustic Version)                | Radiohead                | 4:19 |
| 2.                 | Crazy on You                            | Heart                    | 4:53 |
| 3.                 | Since You Been Gone                     | Rainbow                  | 3:17 |
| 4.                 | In the Meantime                         | Spacehog                 | 5:00 |
| 5.                 | Reasons                                 | Earth, Wind & Fire       | 4:59 |
| 6.                 | Do You Realize??                        | The Flaming Lips         | 3:33 |
| 7.                 | We Care a Lot                           | Faith No More            | 4:04 |
| 8.                 | Koinu no Carnival (From "Minute Waltz") | Ehamic                   | 3:10 |
| 9.                 | I'm Always Chasing Rainbows             | Alice Cooper             | 2:08 |
| 10.                | San Francisco                           | The Mowgli's             | 2:53 |
| 11.                | Poor Girl                               | X                        | 2:54 |
| 12.                | This Is the Day                         | The The                  | 4:57 |
| 13.                | No Sleep till Brooklyn                  | Beastie Boys             | 4:07 |
| 14.                | Dog Days Are Over                       | Florence and the Machine | 4:12 |
| 15.                | I Will Dare                             | The Replacements         | 3:17 |
| 16.                | Come and Get Your Love                  | Redbone                  | 5:00 |
| 17.                | Badlands                                | Bruce Springsteen        | 4:02 |
| Totale duur: 65:13 |                                         |                          |      |

## Guardians of the Galaxy Vol. 3 (Original Score)

### Tracklijst
Alle muziek gecomponeerd door John Murphy.

| 1.                 | Kits                              | 1:36 |
| 2.                 | Warlock vs. Guardians             | 3:47 |
| 3.                 | That Hurts                        | 1:36 |
| 4.                 | Batch 89                          | 1:47 |
| 5.                 | Orgoscope                         | 1:43 |
| 6.                 | Mo Ergaste Forn                   | 2:31 |
| 7.                 | Orgoscope Elevator                | 1:26 |
| 8.                 | Naming                            | 2:25 |
| 9.                 | Dido's Lament                     | 3:57 |
| 10.                | Hooray Time Forever!              | 2:22 |
| 11.                | It Really Is Good to Have Friends | 2:27 |
| 12.                | Exploding Planet                  | 1:23 |
| 13.                | Face Off                          | 2:39 |
| 14.                | Into the Light                    | 4:30 |
| 15.                | Guardians vs. Hell Spawn          | 3:38 |
| 16.                | Mantis and the Abelisk            | 1:11 |
| 17.                | Use Your Heart Boy                | 0:54 |
| 18.                | The High Evolutionary             | 2:56 |
| 19.                | Domo! Domo!                       | 3:48 |
| 20.                | Who We Are                        | 2:21 |
| 21.                | Stampede                          | 1:54 |
| 22.                | Did That Look Cool?               | 2:44 |
| 23.                | On the Spaceport                  | 1:47 |
| 24.                | I Love You Guys                   | 2:15 |
| 25.                | Mo Ergaste Forn (Full Version)    | 3:23 |
| 26.                | All Life Has Meaning              | 2:02 |
| Totale duur: 63:02 |                                   |      |